# Oklahoma City Thunder
O Oklahoma City Thunder é um time norte-americano de basquete profissional com sede em Oklahoma City. O Thunder compete na National Basketball Association (NBA) como membro da Divisão Noroeste da Conferência Oeste da liga. A equipe joga seus jogos em casa no Paycom Center.
O Thunder é o único time das principais ligas esportivas profissionais norte-americanas sediadas no estado de Oklahoma. Oklahoma City já sediou o New Orleans Hornets por duas temporadas após a devastação causada pelo furacão Katrina em Nova Orleans.
A equipe foi originalmente estabelecida como Seattle SuperSonics, uma equipe de expansão que se juntou à NBA na temporada de 1967-68. Os SuperSonics se mudaram de Seattle para Oklahoma City em 2008, depois que um acordo foi alcançado entre o grupo de proprietários liderado por Clay Bennett e os legisladores de Seattle após uma ação judicial. Em Seattle, os SuperSonics foram a três finais da NBA e venceram o título em 1979. Em Oklahoma City, o Thunder se classificou para sua primeira vaga nos playoffs durante a temporada de 2009-10. Eles ganharam seu primeiro título de divisão como Thunder na temporada de 2010-11 e seu primeiro título da conferência na temporada de 2011-12. A equipe foi campeã da NBA 2024-25.

## História

### 1967–2008: Seattle SuperSonics
A encarnação anterior do Thunder, o Seattle SuperSonics foi fundado em 1967. Em suas 41 temporadas em Seattle, os SuperSonics compilaram um recorde de 1745-1585 na temporada regular e de 107-110 nos playoffs. Os títulos da franquia incluem três títulos da Conferência Oeste e um título da NBA em 1979.

### 2008–2009: Mudança para Oklahoma City e temporada inaugural
Em 2006, o ex-CEO da Starbucks, Howard Schultz, vendeu os SuperSonics e o Seattle Storm da Women's National Basketball Association (WNBA) por US$ 350 milhões para o Professional Basketball Club LLC, um grupo de investidores de Oklahoma City liderados por Clay Bennett. A venda foi aprovada pelos proprietários da NBA em outubro seguinte. Em 2007, Bennett anunciou que a franquia se mudaria para Oklahoma City assim que o contrato com a KeyArena expirasse.

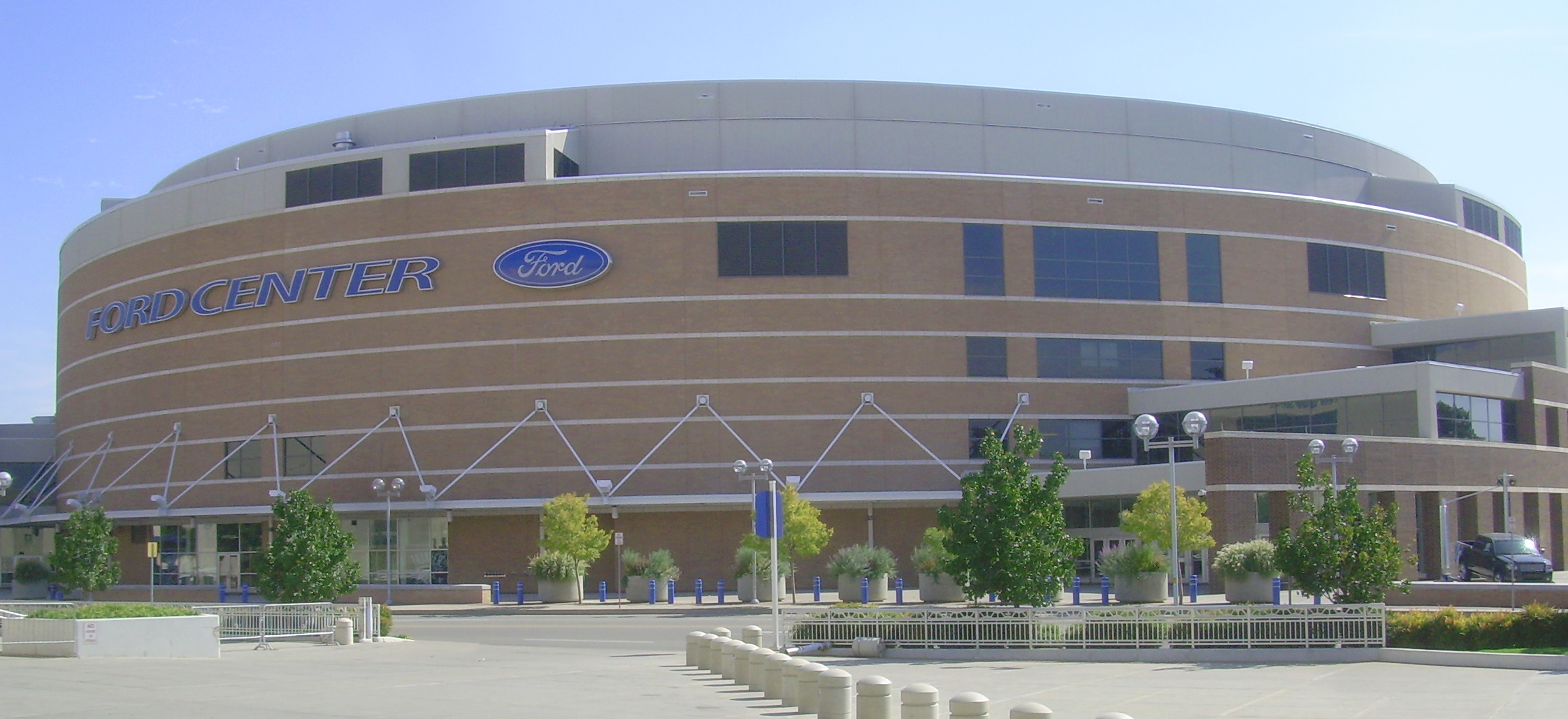
Chesapeake Energy Arena (agora Paycom Center) começou a sediar o Oklahoma City Thunder em 2008.

Em junho de 2008, uma ação movida pela cidade de Seattle contra Bennett devido a suas tentativas de quebrar os dois últimos anos do aluguel dos Sonics na KeyArena foi para o tribunal federal. Quase um mês depois, os dois lados chegaram a um acordo. Os termos concederam à cidade US$ 45 milhões para sair do arrendamento restante na KeyArena e teriam fornecido um pagamento adicional de US$ 30 milhões a Seattle em 2013 se certas condições tivessem sido atendidas. Os proprietários concordaram em deixar o nome, logotipo e cores dos SuperSonics em Seattle para uma possível futura franquia da NBA; no entanto, os itens continuariam sendo propriedade da equipe de Oklahoma City, juntamente com outros "ativos", incluindo banners e troféus do campeonato. Em 3 de setembro de 2008, o nome da equipe, o logotipo e as cores da franquia de Oklahoma City foram revelados ao público. O nome "Thunder" foi escolhido em referência à localização de Oklahoma em Tornado Alley e Oklahoma City como a casa da 45ª Divisão de Infantaria do Exército dos EUA, os Thunderbirds. O draft final da NBA dos SuperSonics foi em 2008 e eles usaram a quarta escolha geral para selecionar Russell Westbrook, um jovem armador da UCLA.
O Thunder jogou vários jogos de pré-temporada antes da temporada regular de 2008-09, mas apenas um desses jogos foi em Oklahoma City. A equipe jogou seu primeiro jogo no Ford Center em 14 de outubro contra o Los Angeles Clippers.

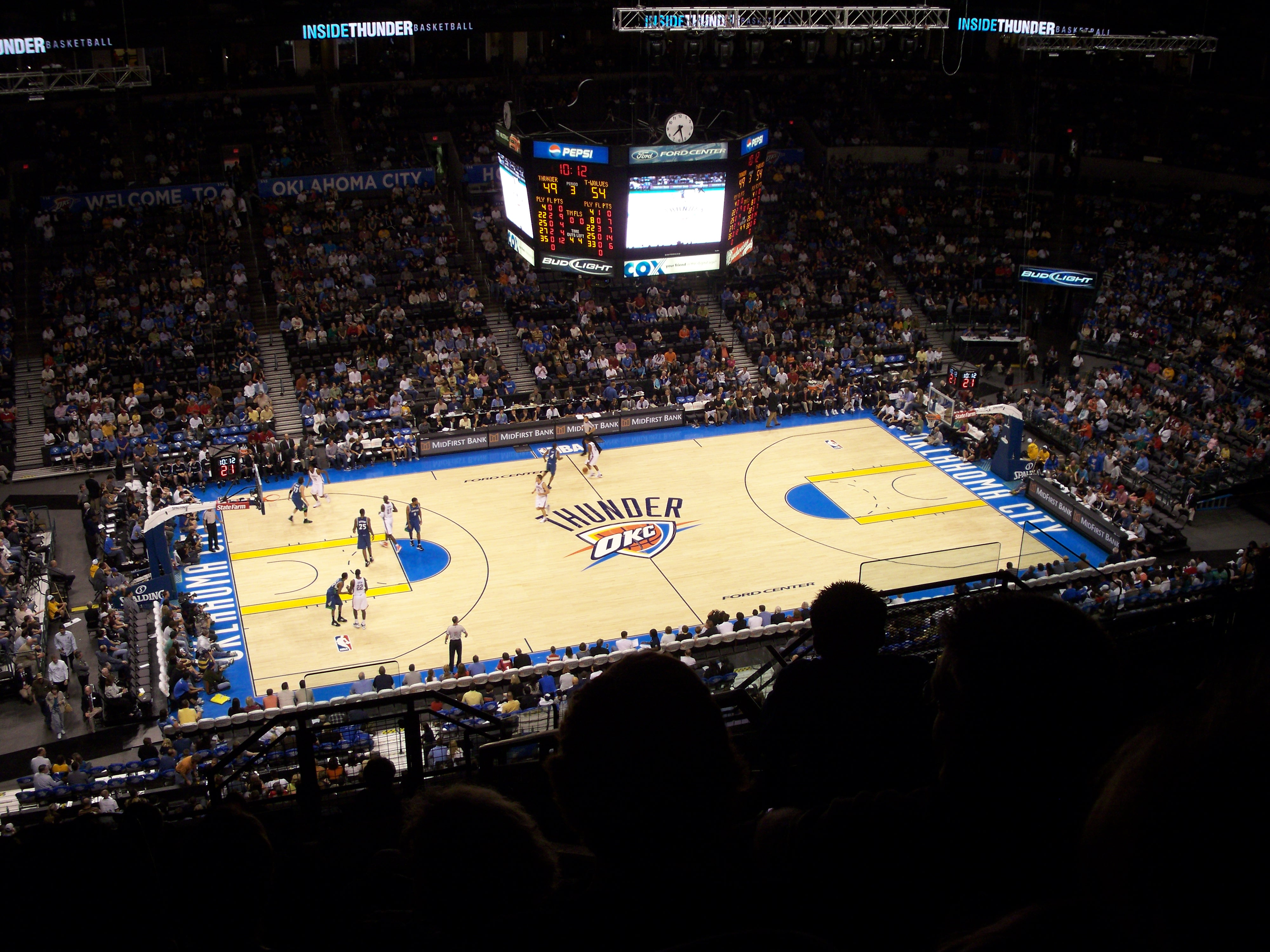
Oklahoma City derrotou Minnesota em 2 de novembro de 2008 e conquistou a sua primeira vitória.

Em sua estreia em casa na temporada regular, o Thunder perdeu para o Milwaukee Bucks. Earl Watson marcou os primeiros pontos da temporada com uma bandeja. Três noites depois, em 2 de novembro, o Thunder venceu seu primeiro jogo ao derrotar o Minnesota Timberwolves. A equipe então teve uma sequência de 10 derrotas antes de decidir em 22 de novembro demitir o técnico P. J. Carlesimo e o seu assistente Paul Westhead. O assistente técnico Scott Brooks assumiu interinamente. Oklahoma City perdeu seus próximos quatro jogos para empatar a série de 14 derrotas da franquia em Seattle na temporada anterior. Mas a equipe conseguiu evitar a história ao vencer seu jogo seguinte contra o Memphis Grizzlies.
À medida que a temporada continuou, o Thunder começou a melhorar. Além de ganharem com mais frequência, eles jogaram muito mais competitivamente do que na primeira parte da temporada. A equipe terminou a temporada com um recorde de 23-59. Os sucessos do Thunder no final da temporada contribuíram para a contratação de Scott Brooks como treinador oficial da equipe.
Depois de se mudar para Oklahoma City, a situação operacional da equipe melhorou acentuadamente. Em dezembro de 2008, a revista Forbes estimou o valor da franquia da equipe em US$ 300 milhões – um aumento de 12% em relação aos US$ 268 milhões do ano anterior, quando a equipe estava localizado em Seattle. A Forbes também observou um aumento na porcentagem de ingressos disponíveis vendidos, de 78% na última temporada da equipe em Seattle para 100% em 2008-09.

### 2009–2012: Ascensão e primeira aparição nas finais
Depois de uma temporada inaugural cheia de muitos ajustes, o Thunder esperava melhorar durante sua segunda temporada em Oklahoma City. A equipe não fez nenhum movimento importante no período de entressafra, além de selecionar James Harden como a terceira escolha geral no draft de 2009.
Desde o início, a jovem equipe parecia determinada e coesa. A crescente liderança de Kevin Durant, juntamente com a crescente experiência dos jogadores mais jovens, incluindo os futuros MVPs Russell Westbrook e Harden, foram sinais de melhoria do Thunder. A temporada de 2009-10 incluiu várias vitórias sobre as equipes de elite da NBA, incluindo uma vitória de 28 pontos sobre o campeão da Conferência Leste, Orlando Magic, e uma derrota de 16 pontos do atual campeão da NBA, Los Angeles Lakers. Eles tiveram uma sequência de 9 vitórias consecutivas que os levou a uma séria disputa aos playoffs. Durant se tornou o jogador mais jovem da história da liga a ganhar o título de pontuação com média de 30,1 pontos, jogando em todos os 82 jogos.
O Thunder terminou a temporada com um recorde de 50-32, mais que dobrando o total de vitórias da temporada anterior. Eles empataram com o Denver Nuggets de 2008 com o maior número de vitórias de uma 8ª melhor campanha na era moderna dos playoffs. Eles terminaram em quarto lugar na Divisão Noroeste e em oitavo na Conferência Oeste, e ganharam uma vaga nos playoffs. Em 22 de abril, a equipe garantiu sua primeira vitória nos playoffs em Oklahoma City, quando derrotou o Los Angeles Lakers por 101-96. Os Lakers venceram os dois últimos jogos da série para vencer por 4-2.
Financeiramente, o Thunder continuou a aproveitar os retornos positivos obtidos com a mudança de Seattle para Oklahoma City. Em janeiro de 2011, a revista Forbes estimou o valor da franquia em US$ 329 milhões, um aumento de 6% em relação a 2009-10 e ocupando a 18ª posição na NBA. A revista também estimou a receita da franquia em US$ 118 milhões e o lucro operacional em US$ 22,6 milhões – um aumento de 6,3% e 78%, respectivamente, em relação ao ano anterior. O Thunder terminou a temporada de 2010-11 com um recorde de 55-27, um aumento de cinco vitórias em relação à temporada anterior. A equipe também conquistou seu primeiro título de divisão desde que se mudou para Oklahoma City e o sétimo na história da franquia.
Na primeira rodada contra o Denver Nuggets, Kevin Durant marcou 41 pontos no Jogo 1. No jogo final da série, ele novamente marcou 41 pontos e Serge Ibaka quase empatou o recorde de mais bloqueios em um jogo de playoff (10, estabelecido por Mark Eaton, Hakeem Olajuwon e Andrew Bynum) com nove bloqueios. O Thunder avançou para as finais da Conferência Oeste com um triunfo em sete jogos sobre o Memphis Grizzlies. Apesar das duras batalhas com os eventuais campeões da NBA, o Thunder perdeu para o Dallas Mavericks por 4-1.
Após a greve prolongada, Kendrick Perkins perdeu mais de 30 quilos. Kevin Durant se tornou o sexto jogador a marcar 30 ou mais pontos em quatro jogos consecutivos no início de uma temporada. Após a vitória sobre o Utah Jazz em 11 de fevereiro de 2012, Scott Brooks foi nomeado treinador principal da Conferência Oeste no All-Star Game da NBA de 2012.
Nos playoffs de 2012, o Thunder varreu o atual campeão Dallas Mavericks na primeira rodada para avançar e enfrentar o Los Angeles Lakers. Eles derrotaram os Lakers em cinco jogos e avançaram para enfrentar o San Antonio Spurs nas finais da Conferência Oeste. No Jogo 6, o Thunder derrotou os Spurs por 107-99 e avançou para as finais da NBA de 2012. Durant liderou com 34 pontos, jogando todo o tempo regulamentar do jogo. Nas finais da NBA de 2012 contra o Miami Heat, o Thunder venceu o primeiro jogo em casa, mas depois perdeu quatro seguidas perdendo a série em cinco jogos.

### 2012–2016: Era Durant e Westbrook

#### Temporada de 2012–13
No draft de 2012, o Thunder selecionou Perry Jones III como a 28ª escolha geral. A equipe também contratou Hasheem Thabeet, Daniel Orton, Andy Rautins e DeAndre Liggins. Eles assinaram um contrato de 4 anos e US$ 48 milhões com Serge Ibaka. 
Em 27 de outubro de 2012, o Thunder trocou Harden, junto com Cole Aldrich, Daequan Cook e Lazar Hayward, para o Houston Rockets por Kevin Martin, Jeremy Lamb e escolhas de primeira e segunda rodada. Martin assumiu o papel de sexto homem de Harden na temporada. 
O Thunder terminou a temporada com um recorde de 60-22, conquistando o título da divisão Noroeste e a melhor campanha da Conferência Oeste. Na primeira rodada dos playoffs, eles enfrentaram o Houston Rockets de James Harden. No Jogo 2, Russell Westbrook foi atingido por Patrick Beverley e perdeu o resto dos playoffs após uma cirurgia no joelho. Sem o segundo artilheiro da equipe, o Thunder, que tinha uma vantagem de 3-0, perdeu os próximos dois jogos para levar a série para 3-2. No Jogo 6, o Thunder derrotou os Rockets para avançar para a segunda rodada contra o Memphis Grizzlies. O Thunder perdeu a série por 4-1, perdendo quatro jogos seguidos depois de vencer o Jogo 1 em casa.

#### Temporada de 2013–14

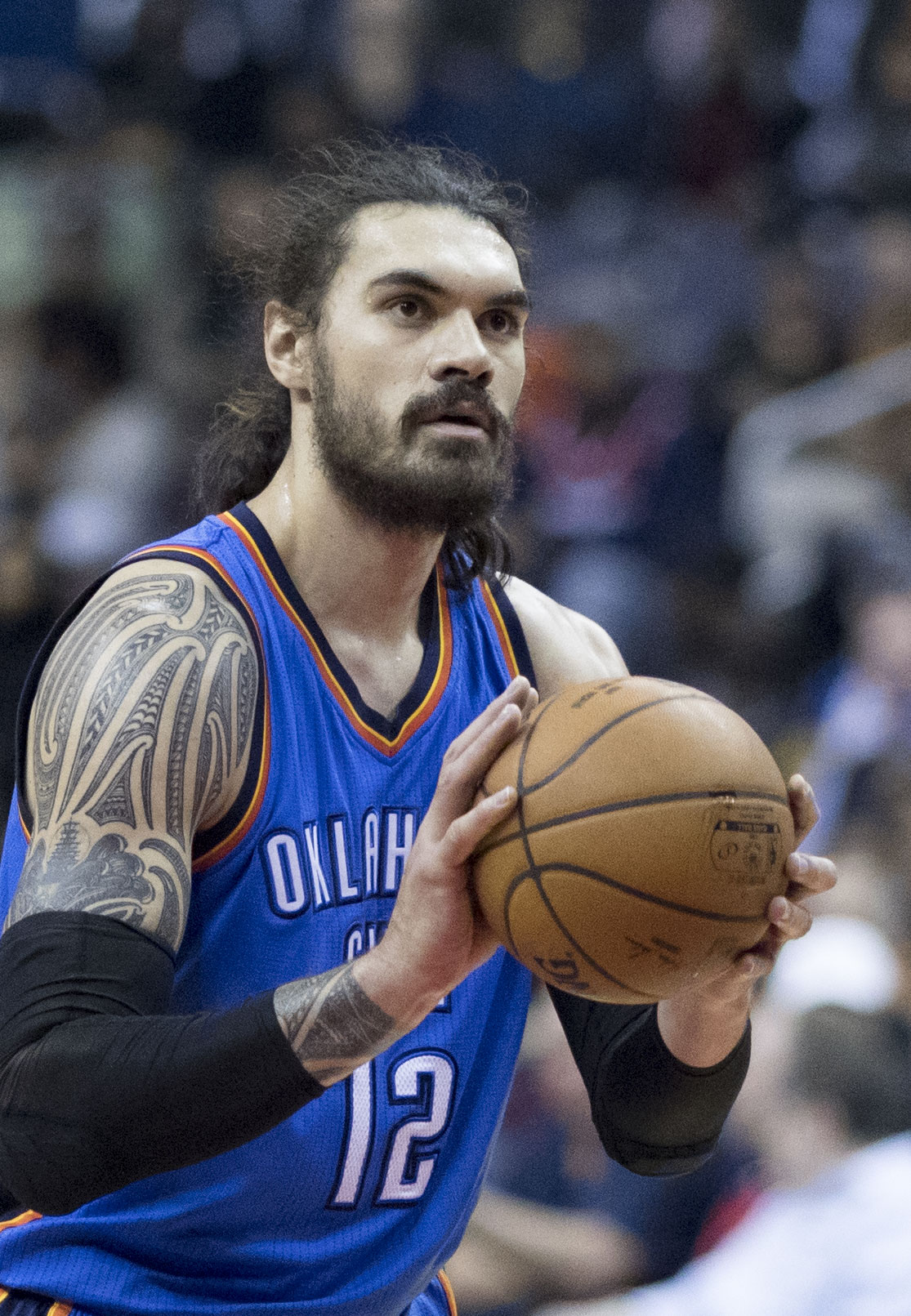
O Thunder selecionou Steven Adams como a 12ª escolha geral no draft de 2013.

No draft de 2013, o Thunder selecionou Steven Adams como a 12ª escolha geral e Grant Jerrett como a 47ª escolha geral. 
A equipe terminou em segundo lugar na Conferência com um recorde de 59-23. Eles encontraram o Memphis Grizzlies pela terceira vez nos playoffs, que estabeleceram um recorde de mais prorrogações consecutivas em uma série de playoffs com quatro. Oklahoma City venceu em sete jogos para enfrentar o Los Angeles Clippers nas semifinais, a quem derrotou em seis jogos. Seu adversário final nos playoffs, nas finais da Conferência Oeste, foi o San Antonio Spurs em uma revanche das finais da Conferência Oeste de 2012, desta vez com os Spurs vencendo por 4-2.

#### 2014–2016
Com as 21ª e 29ª escolhas no draft de 2014, o Thunder selecionou Mitch McGary e Josh Huestis.
Várias semanas antes do início da temporada, o Thunder sofreu um revés quando Kevin Durant foi diagnosticado com uma fratura no pé direito e perdeu os primeiros 17 jogos da temporada. Durante o jogo de abertura contra o Portland Trail Blazers, Westbrook marcou 38 pontos, mas sofreu uma pequena fratura na mão direita. Ele perdeu 16 jogos, durante os quais Oklahoma City teve um recorde de 4-12. Durante o meio da temporada, Westbrook e Durant voltaram e também sofreram mais lesões. Durant foi descartado do resto da temporada em março, decidindo fazer uma cirurgia no pé. Westbrook também teve que passar por uma cirurgia no início de março, para reparar uma fratura. Vários dias depois, ele voltou e teve vários triplos-duplos para ganhar o título de pontuação de 2014-15. No entanto, apesar do esforço, o Thunder não foi aos playoffs e Westbrook ficou aquém do prêmio de MVP, terminando em quarto lugar na votação. Eles terminaram com um recorde de 45-37.
Em 22 de abril de 2015, Scott Brooks foi demitido como treinador principal. Em 30 de abril de 2015, Billy Donovan foi contratado como treinador principal. Este foi o primeiro grande trabalho de treinador da NBA de Donovan, depois que ele inicialmente aceitou e depois deixou o Orlando Magic em 2007. Com a 14ª e a 48ª escolhas geral no draft de 2015, o Thunder selecionou Cameron Payne e Dakari Johnson. Com Donovan, o Thunder venceu a Divisão Noroeste e conquistou a terceira melhor campanha na Conferência Oeste. A equipe chegou às finais da Conferência Oeste pela quarta vez em um período de seis temporadas, mas foi eliminada pelo Golden State Warriors em sete jogos.

### 2016–2017: Saída de Durant e o MVP de Westbrook
Depois de muita especulação sobre o futuro de Kevin Durant, ele anunciou em 4 de julho de 2016 que estava se juntando aos Golden State Warriors. A mudança para se juntar ao time de 73 vitórias da última temporada foi fortemente criticada pelo público e pela mídia esportiva, com muitos comparando a mudança com a saída de LeBron James para o Miami Heat.
Em 4 de agosto de 2016, Westbrook concordou com uma extensão de contrato para permanecer no Thunder. Com médias de 31,6 pontos, 10,4 assistências e 10,7 rebotes, Westbrook se tornou o primeiro jogador desde Oscar Robertson a ter médias de triplo-duplo em uma temporada regular inteira da NBA e apenas o segundo na história da NBA (o outro sendo Robertson). Em 2 de abril de 2017, Westbrook empatou o recorde de Robertson de mais triplos-duplos em uma temporada da NBA (41); ele quebrou o recorde em 9 de abril contra o Denver Nuggets. 
Oklahoma City perdeu a série de playoffs da primeira rodada para o Houston Rockets por 4-1. Westbrook foi nomeado MVP da NBA após a temporada.

### 2017–2019: Era Westbrook e George
No draft da NBA de 2017, o Thunder selecionou Terrance Ferguson como a 21ª escolha geral.
Para reforçar ainda mais o elenco e melhorar o elenco de apoio de Westbrook, o front office do Thunder fez uma série de movimentos agressivos para reformular a equipe. Em 6 de julho de 2017, eles adquiriram Paul George. A equipe também contratou Raymond Felton, Patrick Patterson e Carmelo Anthony. Em 29 de setembro de 2017, o Thunder assinou uma extensão de cinco anos com Russell Westbrook. O Thunder terminou a temporada de 2017-18 com um recorde de 48-34 e perdeu para o Utah Jazz por 4-2 na primeira rodada dos playoffs.
Em 6 de julho de 2018, George renovou seu contrato com o Thunder. Em julho de 2018, a equipe trocou Anthony e uma escolha de primeira rodada de 2022 em uma troca de três equipes. Na troca, o Thunder adquiriu Dennis Schroder e Timothe Luwawu-Cabarrot. O Thunder terminou a temporada de 2018-19 com um recorde de 49-33 e perdeu para o Portland Trail Blazers por 4-1 na primeira rodada dos playoffs.

### 2019–presente: Reconstrução pós-Westbrook

#### 2019–2020: Era Chris Paul
Em 10 de julho de 2019, o gerente geral Sam Presti negociou Paul George para o Los Angeles Clippers. Em troca, eles receberam Danilo Gallinari, Shai Gilgeous-Alexander e uma coleção recorde de futuras escolhas de primeira rodada do draft. Eles também trocaram Jerami Grant para o Denver Nuggets por uma escolha de primeira rodada de 2020.
Após a troca de George, o gerente geral Presti sentiu que o futuro da franquia estava em perigo, já que a equipe não poderia lidar seriamente com Westbrook como a estrela solitária. Em 16 de julho, o Thunder trocou Westbrook para o Houston Rockets em troca de Chris Paul e duas futuras escolhas de primeira rodada do draft.
Após a suspensão da temporada de 2019-20, o Thunder foi uma das 22 equipes convidadas para a Bolha da NBA para participar dos 8 jogos finais da temporada regular.

### 2020–Presente: Reconstrução do núcleo jovem
Após a temporada, o contrato de Billy Donovan não foi renovado e ambos os lados concordaram em se separar mutuamente. Em 11 de novembro de 2020, Mark Daigneault foi promovido do cargo de assistente técnico para se tornar o novo treinador principal.

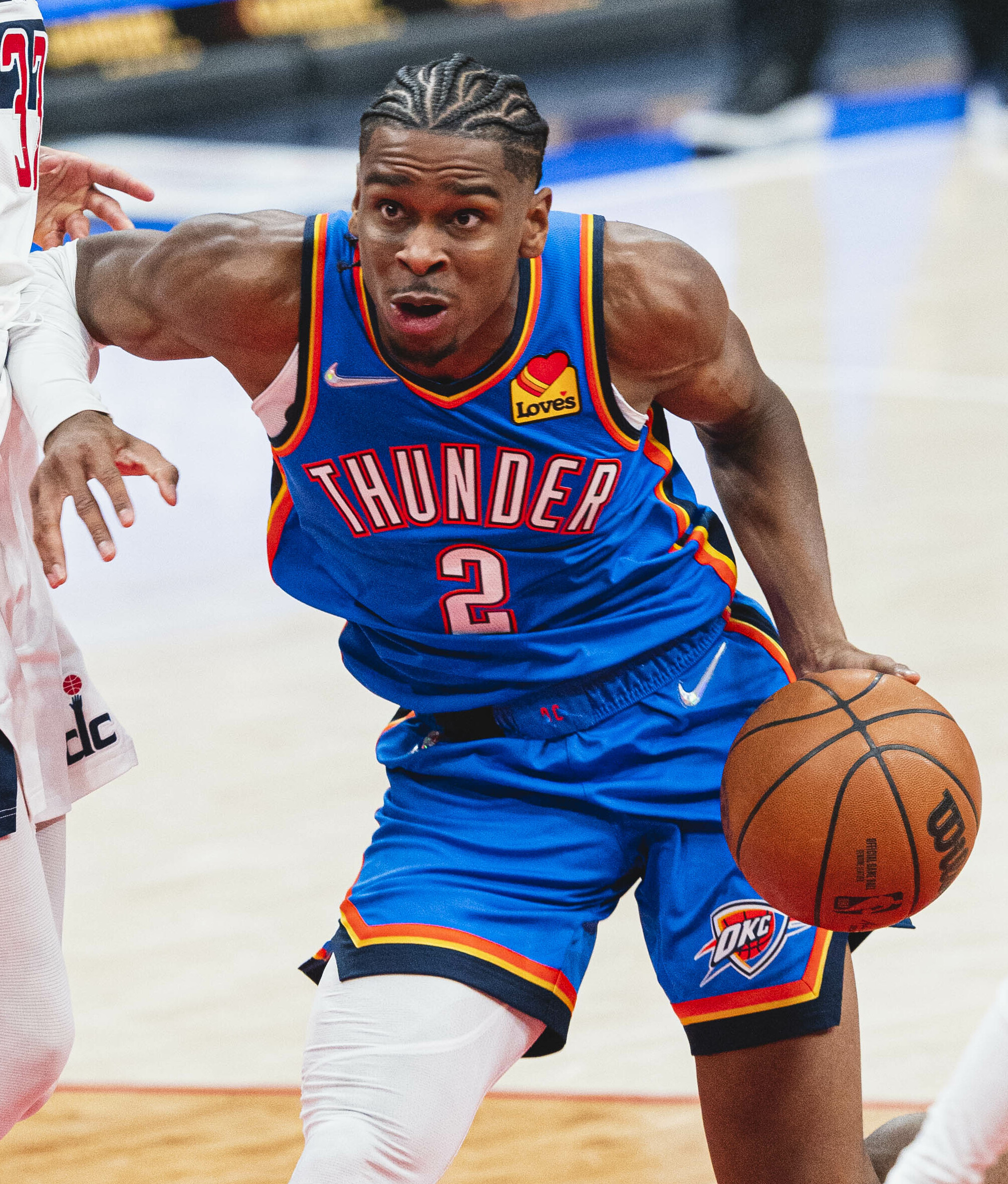
Shai Gilgeous-Alexander

Antes do início da temporada de 2020-21, Chris Paul foi negociado com o Phoenix Suns por Kelly Oubre Jr., Ricky Rubio e uma escolha de primeira rodada do draft de 2022. Oubre, Rubio, Steven Adams, Dennis Schröder e Danilo Gallinari foram negociados nos próximos dias, com o Thunder recebendo escolhas de draft como parte da compensação na maioria dessas transações. No geral, o Thunder executou 14 negociações separadas após o final da temporada de 2019-20 e antes do prazo de negociação de 2021.
No verão de 2021, Thunder acumulou 36 escolhas totais de draft nos próximos sete anos, 18 na primeira rodada e 18 na segunda. No draft de 2021, a equipe selecionou Josh Giddey, Alperen Şengün e Tre Mann com suas escolhas de primeira rodada, Şengün foi então negociado por duas futuras escolhas de draft. Em 6 de agosto de 2021, Shai-Gilgeous Alexander assinou uma extensão máxima de contrato de 5 anos e US$ 172 milhões.
Em 2 de dezembro de 2021, o Thunder perdeu para o Memphis Grizzlies por 152-79, um recorde da NBA como a maior derrota de todos os tempos na história da NBA. Na temporada anterior, o Thunder perdeu em casa para o Indiana Pacers por 152-95. A equipe agora detém dois dos recordes mais indesejados da liga: maiores derrotas em casa e fora de casa na história da NBA.
No dia 22 de junho de 2025, o Oklahoma City Thunder conquistou seu primeiro título da NBA desde a mudança de Seattle, ao derrotar o Indiana Pacers por 103 a 91 no jogo 7 das finais da temporada 2024–25, realizado no Paycom Center, em Oklahoma. A vitória selou a série em 4 a 3 e marcou a consagração de Shai Gilgeous-Alexander, que anotou 29 pontos e foi eleito o MVP da temporada. A decisão foi marcada pela lesão de Tyrese Haliburton ainda no primeiro quarto, comprometendo o desempenho dos Pacers. O título coroou uma campanha histórica do Thunder, que terminou a fase regular com 68 vitórias, a melhor marca de sua história.

## Arena
Inaugurado em 8 de junho de 2002, o Paycom Center foi construído sem acomodações de luxo, mas projetado para acomodar "construções" de luxo, caso uma franquia esportiva profissional fizesse do Paycom Center sua arena doméstica. A arena foi finalizada a um custo de US$ 89,2 milhões.
Um plano para tais melhorias de construção começou em 2007. Ele veio após a aquisição do Seattle SuperSonics por um grupo de proprietários de Oklahoma City em outubro anterior. O trabalho de renovação na arena foi adiado durante a crise econômica de 2008. Os planos revisados limitaram o tamanho de uma nova entrada de vidro e eliminaram uma quadra de treino para acomodar o déficit. Grandes obras de construção na expansão da arena também foram adiadas do verão de 2010 para o verão de 2011. A capacidade do estádio é de 18.203 lugares para jogos profissionais de basquete da NBA.
A Chesapeake Energy, que tinha os naming rights após 2011, entrou com pedido de falência em 28 de junho de 2020 com uma dívida de US$ 9 bilhões. Em 20 de abril de 2021, a empresa rescindiu o acordo como parte de sua reestruturação societária. A arena manteve seu nome durante a busca do Thunder por um novo patrocinador.
Em 27 de julho de 2021, foi anunciado que a Paycom adquirirá os naming rights da arena por um período de 15 anos, renomeando-a para Paycom Center.

## Jogadores

### Números aposentados
| No. | Nome          | Posição | Temporadas | Introdução          |
| --- | ------------- | ------- | ---------- | ------------------- |
| 4   | Nick Collison | F       | 2003–2018  | 20 de Março de 2019 |

## Treinadores
| # | Nome            | Temporadas    | Temporada regular | Temporada regular | Temporada regular | Temporada regular | Playoffs | Playoffs | Playoffs | Playoffs | Conquistas                  | Referência |
| # | Nome            | Temporadas    | J                 | V                 | D                 | %                 | J        | V        | D        | %        | Conquistas                  | Referência |
| - | --------------- | ------------- | ----------------- | ----------------- | ----------------- | ----------------- | -------- | -------- | -------- | -------- | --------------------------- | ---------- |
| 1 | P. J. Carlesimo | 2008          | 13                | 1                 | 12                | .077              | 0        | 0        | 0        | –        |                             | [ 75 ]     |
| 2 | Scott Brooks    | 2008–2015     | 545               | 338               | 207               | .620              | 73       | 39       | 34       | .534     | Treinador do Ano de 2009–10 | [ 76 ]     |
| 3 | Billy Donovan   | 2015–2020     | 400               | 243               | 157               | .608              | 41       | 18       | 23       | .439     |                             | [ 77 ]     |
| 4 | Mark Daigneault | 2020–Presente | 346               | 166               | 180               | .480              | 10       | 6        | 4        | .600     | Treinador do Ano de 2023–24 | [ 78 ]     |

## Estatísticas gerais
Estatísticas atualizadas em 24 de dezembro de 2024.

### Jogos
| #   | País           | Nome              | Período   | Jogos |
| --- | -------------- | ----------------- | --------- | ----- |
| 1.  | Estados Unidos | Gary Payton       | 1990–2003 | 999   |
| 2.  | Estados Unidos | Fred Brown        | 1972–1984 | 963   |
| 3.  | Estados Unidos | Nick Collison     | 2004–2018 | 910   |
| 4.  | Estados Unidos | Russell Westbrook | 2008–2019 | 821   |
| 5.  | Estados Unidos | Nate McMillan     | 1986–1998 | 796   |
| 6.  | Estados Unidos | Jack Sikma        | 1977–1986 | 715   |
| 7.  | Estados Unidos | Kevin Durant      | 2007–2016 | 641   |
| 8.  | Estados Unidos | Shawn Kemp        | 1989–1997 | 625   |
| 9.  | Estados Unidos | Rashard Lewis     | 1998–2007 | 617   |
| 10. | Austrália      | Steven Adams      | 2013–2020 | 530   |

### Pontos
| #   | País           | Nome                    | Período              | Pontos |
| --- | -------------- | ----------------------- | -------------------- | ------ |
| 1.  | Estados Unidos | Russell Westbrook       | 2008–2019            | 18.859 |
| 2.  | Estados Unidos | Gary Payton             | 1990–2003            | 18.207 |
| 3.  | Estados Unidos | Kevin Durant            | 2007–2016            | 17.566 |
| 4.  | Estados Unidos | Fred Brown              | 1972–1984            | 14.018 |
| 5.  | Estados Unidos | Jack Sikma              | 1977–1986            | 12.034 |
| 6.  | Canadá         | Shai Gilgeous-Alexander | 2019–                | 10.405 |
| 7.  | Estados Unidos | Rashard Lewis           | 1998–2007            | 10.251 |
| 8.  | Estados Unidos | Shawn Kemp              | 1989–1997            | 10.148 |
| 9.  | Estados Unidos | Gus Williams            | 1977–1984            | 9.676  |
| 10. | Estados Unidos | Dale Ellis              | 1986–1990, 1997–1999 | 9.405  |

### Assistências
| #   | País           | Jogador                 | Período   | Assistências |
| --- | -------------- | ----------------------- | --------- | ------------ |
| 1.  | Estados Unidos | Gary Payton             | 1990–2003 | 7.384        |
| 2.  | Estados Unidos | Russell Westbrook       | 2008–2019 | 6.897        |
| 3.  | Estados Unidos | Nate McMillan           | 1986–1998 | 4.893        |
| 4.  | Estados Unidos | Fred Brown              | 1972–1984 | 3.160        |
| 5.  | Estados Unidos | Gus Williams            | 1977–1984 | 2.865        |
| 6.  | Estados Unidos | Lenny Wilkens           | 1968–1971 | 2.777        |
| 7.  | Estados Unidos | Kevin Durant            | 2007–2016 | 2.363        |
| 8.  | Estados Unidos | Jack Sikma              | 1977–1986 | 2.345        |
| 9.  | Estados Unidos | Slick Watts             | 1973–1978 | 2.274        |
| 10. | Canadá         | Shai Gilgeous-Alexander | 2019–     | 2.092        |

### Rebotes
| #   | País           | Nome              | Período   | Rebotes |
| --- | -------------- | ----------------- | --------- | ------- |
| 1.  | Estados Unidos | Jack Sikma        | 1977–1986 | 7.729   |
| 2.  | Estados Unidos | Shawn Kemp        | 1989–1997 | 5.978   |
| 3.  | Estados Unidos | Russell Westbrook | 2008–2019 | 5.760   |
| 4.  | Estados Unidos | Nick Collison     | 2004–2018 | 4.701   |
| 5.  | Estados Unidos | Kevin Durant      | 2007–2016 | 4.518   |
| 6.  | Estados Unidos | Gary Payton       | 1990–2003 | 4.240   |
| 7.  | Austrália      | Steven Adams      | 2013–2020 | 4.029   |
| 8.  | Estados Unidos | Michael Cage      | 1988–1994 | 3.975   |
| 9.  | Estados Unidos | Spencer Haywood   | 1970–1975 | 3.954   |
| 10. | Congo          | Serge Ibaka       | 1999–2006 | 3.875   |

## Transmissões
Em 3 de agosto de 2010, o Thunder assinou um novo contrato exclusivo de vários anos com a Fox Sports Oklahoma (renomeada como Bally Sports Oklahoma a partir de 2021). Em 17 de setembro de 2014, o Oklahoma City Thunder anunciou que Michael Cage seria o novo analista, juntando-se a Brian Davis na televisão e Matt Pinto no rádio quando o jogo é exclusivo para uma transmissão nacional de televisão.

Davis foi substituído como locutor da televisão por Chris Fisher antes da temporada de 2018-19.